# 川沿村 (熊本県)
川沿村（かわぞえむら、かわぞいむら）は、熊本県の北部、玉名郡にかつてあった村。

## 歴史
- 1889年4月1日 - 玉名郡久井原村、内田村、長小田村、江栗村、竈門村が合併し成立。
- 1954年4月1日 - 玉名郡江田町、花簇村、東郷村と合併し、菊水町となる。

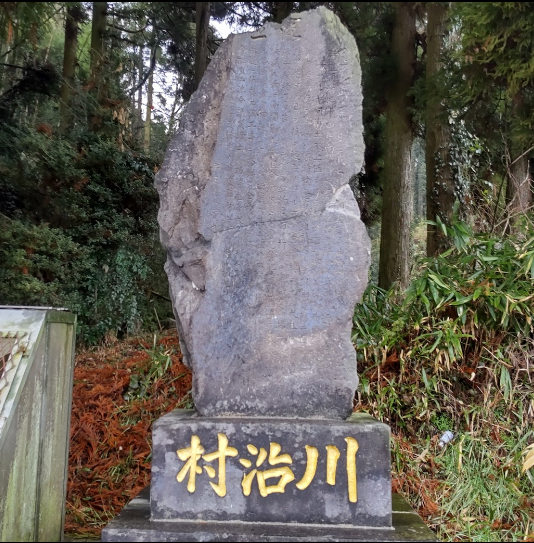
川沿村跡にある碑（大正時代の物）